# مصطفى عبدلاوي
مصطفى عبدلاوي من مواليد 1 غشت 1988 في أوسلو , النرويج , و المعروف ب «Mos - موص». لاعب كرة قدم نرويجي من أصل مغربي ريفي.

## وصلات خارجية
- مصطفى عبدلاوي على موقع اتحاد النرويج (النرويجية)
- مصطفى عبدلاوي على موقع قاعدة بيانات كرة القدم.إي يو (الإنجليزية)
- مصطفى عبدلاوي على موقع ناشيونال فوتبول تيمز (الإنجليزية)
- مصطفى عبدلاوي على موقع Soccerway.com (الإنجليزية)
- مصطفى عبدلاوي على موقع عالم كرة القدم.نت (الإنجليزية)
- مصطفى عبدلاوي على موقع AS.com (الإسبانية)